# Homero Adrián Rasch
Homero Adrián Rasch (Mar del Plata, Argentina, 5 de noviembre de 1977 - Plaza Clucellas, Argentina, 4 de junio de 2001) fue un baloncestista argentino. Jugaba de base para San Isidro de San Francisco cuando sufrió un accidente automovilístico que le quitó la vida.

## Trayectoria
Homero Rasch se formó como baloncestista en el Club Atlético Peñarol, donde gracias a su talento fue convocado a los seleccionados juveniles locales y provinciales. Debutó en la Liga Nacional de Básquet jugando para los marplatenses  el 14 de septiembre de 1994, teniendo apenas 16 años.  
En la temporada 1997-98 fue cedido a Regatas de San Nicolás, para luego regresar y jugar dos temporadas más en Peñarol. En su último año en el equipo marplatense, Rasch compartió la titularidad y el puesto de base junto con otro jugador surgido del club, Pablo Sebastián Rodríguez. Ese año su equipo alcanzó la semifinal del torneo.
Rasch fue nuevamente cedido a préstamo en 2000, siendo su destino esta vez el club San Isidro de la localidad cordobesa de San Francisco, el cual competía en el Torneo Nacional de Ascenso. El base tuvo una gran temporada, guiando a su equipo hasta las semifinales del torneo, donde cayeron derrotados ante Gimnasia y Esgrima La Plata.

### Clubes
| Club                   | País      | Año         |
| ---------------------- | --------- | ----------- |
| Peñarol                | Argentina | 1994 - 1997 |
| Regatas de San Nicolás | Argentina | 1997 - 1998 |
| Peñarol                | Argentina | 1998 - 2000 |
| San Isidro             | Argentina | 2000 - 2001 |

## Fallecimiento
Habiendo quedado eliminado ya del torneo que él disputaba con su equipo, Rasch entró en vacaciones. Durante la madrugada del 4 de junio de 2001, el joven deportista regresaba a San Francisco después de pasar la noche en una discoteca de Rafaela. Él y un compañero de equipo, Facundo Iturria, tenían previsto viajar más tarde ese día a Mar del Plata. Sin embargo Iturria decidió no acompañarlo, por el peligro de viajar de noche.
Rasch transitaba por la ruta nacional 19 en un VW Gol con dos mujeres, cuando a las 5:30, a la altura del kilómetro 85, su auto tocó la banquina, entró a un campo y luego dio varios vuelcos. El baloncestista no tenía puesto el cinturón de seguridad, por lo que salió despedido del vehículo. El médico forense Alfredo Pra señaló que la causa de la muerte se produjo por "un shock traumático y fractura de la base del cráneo". Sus restos fueron velados en el gimnasio de la sede de Peñarol.